# Luis Ximénez Caballero
Luis Ximénez Caballero (Xalapa, Veracruz, 26 de enero de 1928 - Ciudad de México, 24 de diciembre de 2007) fue un músico (director de orquesta, violinista, compositor) mexicano e importante promotor de la cultura musical en su país. Fungió como el tercer director titular en la historia de la Orquesta Sinfónica de Xalapa, de 1952 a 1962 entre los periodos de los directores José Yves Limantour (1944-1952) y Francisco Savín (1963-1967, primer periodo). En diciembre de 1962 fundó y encabezó como director titular hasta 1982, a la primera orquesta sinfónica de carácter regional en México, la Orquesta Sinfónica del Noroeste (OSNO), que en diferentes épocas se presentó también bajo los nombres de Orquesta Sinfónica de Chihuahua (1963), Orquesta Sinfónica de la Universidad Autónoma de Guadalajara (1966-1973) y Camerata Sociedad Cooperativa de la OSNO (1973-1982). En 1968 fundó junto con el barítono y director de escena Carlo Morelli, la Compañía de Ópera de la Universidad Autónoma de Guadalajara, realizando producciones hasta 1973 de grandes obras del repertorio operístico como Madama Butterfly, La Traviata, La Bohème, Tosca, Lucia di Lammermoor, Il Barbiere di Siviglia, Don Pasquale y Turandot, entre otras. 

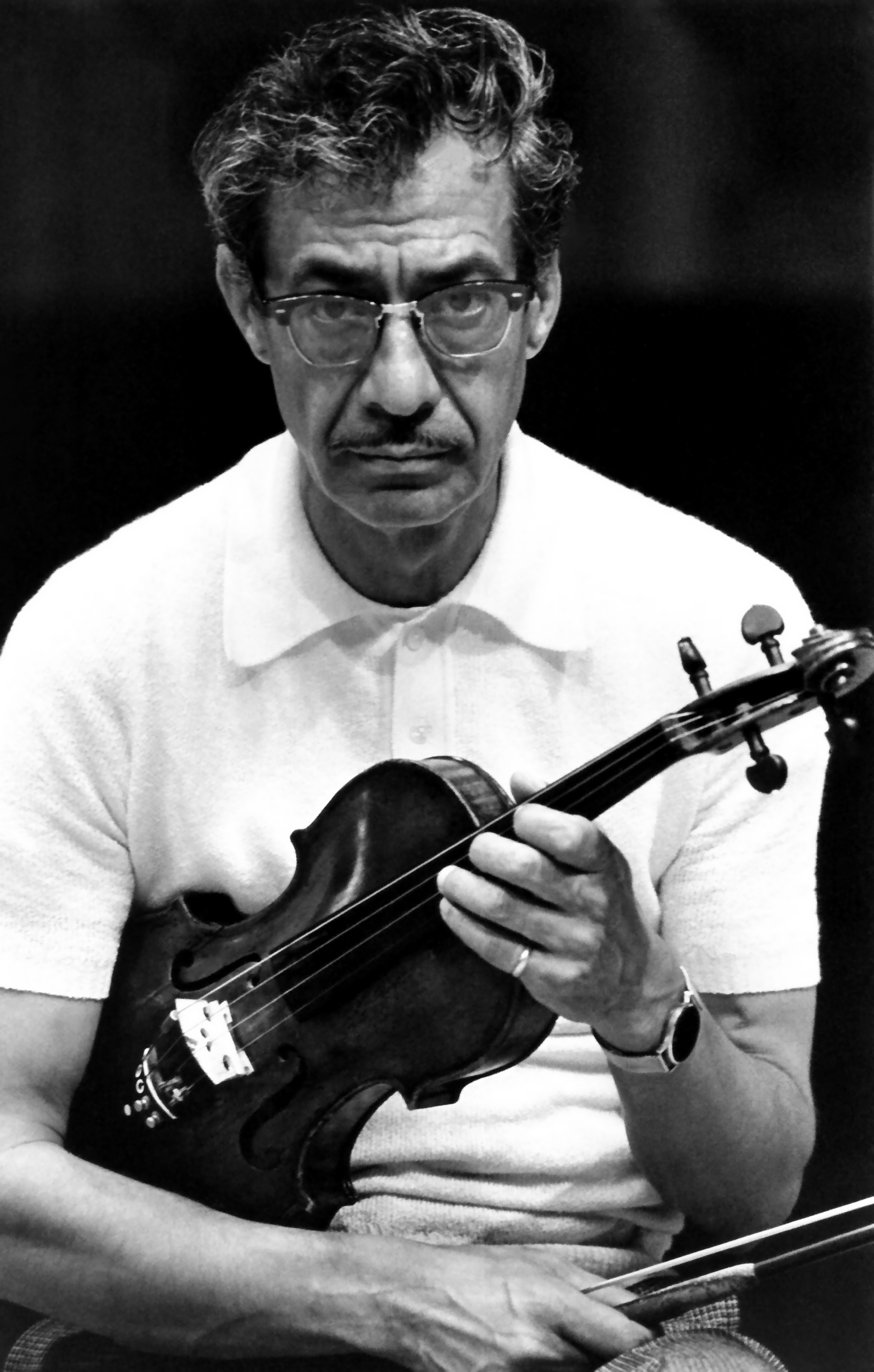
Luis Ximénez Caballero (1971).

La OSNO se distinguió por su labor para difundir y hacer accesible la musical sinfónica en los sectores más variados de la sociedad mexicana. Como parte de sus esfuerzos, la orquesta realizó giras mensuales de conciertos entre 1963 y 1982, principalmente por el occidente y noroeste de México en los estados de Jalisco, Colima, Nayarit, Sinaloa, Sonora, Chihuahua y Baja California, y en estados de otras regiones, incluyendo Nuevo León, Tamaulipas y Coahuila, en las que ofreció presentaciones sinfónicas, de música de cámara, ópera y ballet para la audiencia de los recintos nacionales más importante como el Palacio de Bellas Artes, el Teatro Degollado y otros teatros estatales; así como para públicos masivos de ejidatarios, campesinos, obreros, estudiantes ―desde el nivel de primaria hasta el de universidad―, la ciudadanía en general, y para grupos de espectadores de menor tamaño, como enfermos en hospitales, seminaristas y reclusos en centros penitenciarios. Además, la OSNO se presentó en otros países, incluyendo Cuba, Jamaica, Costa Rica y Estados Unidos, difundiendo en el extranjero principalmente obras de compositores mexicanos como Silvestre Revueltas, Pablo Moncayo y Manuel M. Ponce. 

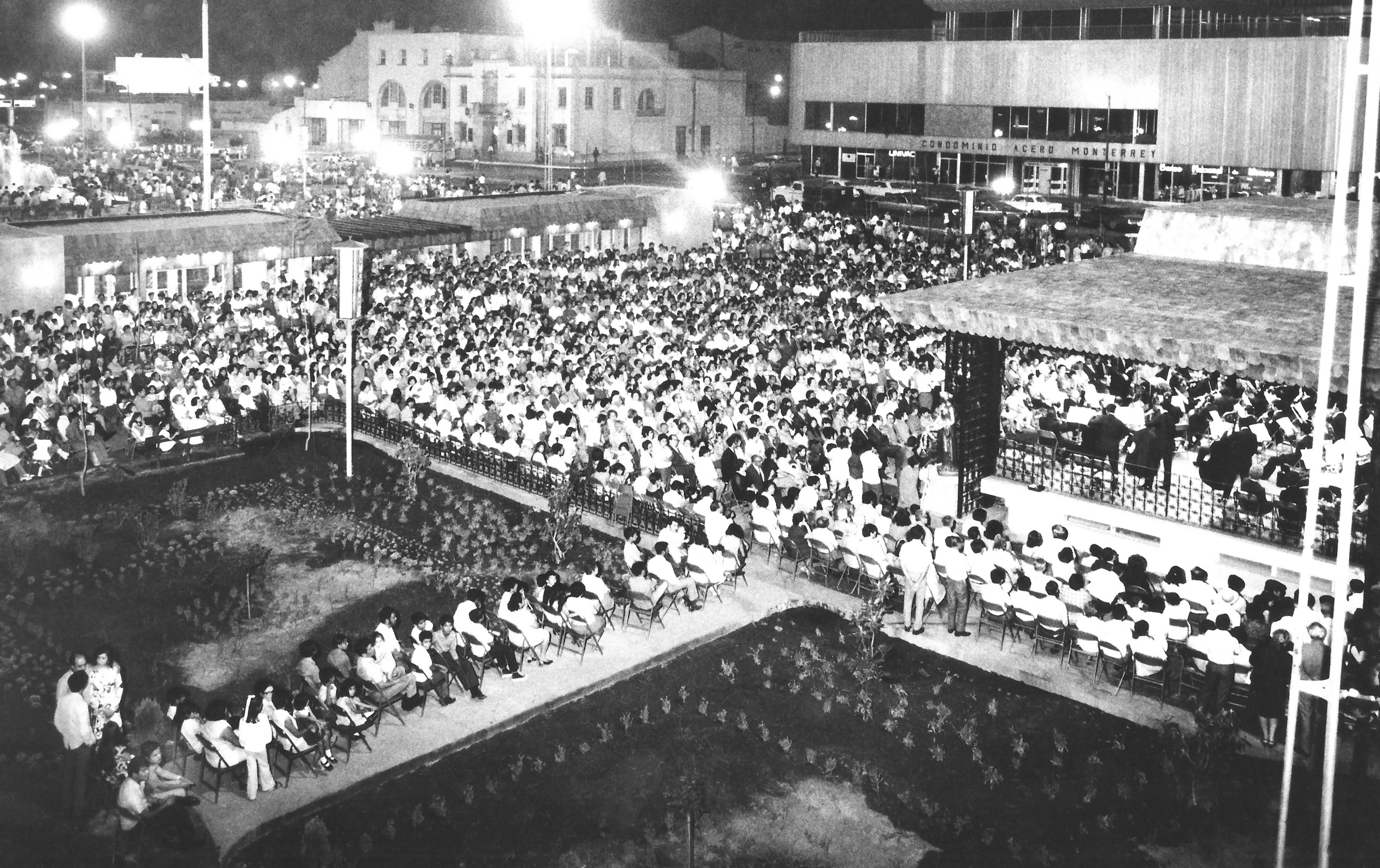
Concierto al aire libre presentado por la Orquesta Sinfónica del Noroeste (OSNO) bajo la dirección de Luis Ximénez Caballero en la ciudad de Monterrey, Nuevo León (1971).

## Resumen biográfico
| Fecha     | Descripción |
| --------- | --- |
| 1928      | Nacimiento (Xalapa, Veracruz). |
| 1938-1942 | Estudió violín en el Conservatorio Nacional de Música. |
| 1942-1952 | Violinista en la Orquesta Sinfónica de Xalapa. |
| 1952-1962 | Director titular de la Orquesta Sinfónica de Xalapa. |
| 1955-1960 | Estudió dirección orquestal en el Mozarteum (Salzburgo, Austria). |
| 1962-1963 | Fundó y encabezó a la Orquesta Sinfónica de Chihuahua (OSC) con sede en la ciudad de Chihuahua.                                                                               |
| 1964-1982 | Director titular de la Orquesta Sinfónica del Noroeste (OSNO). [La OSC cambió de nombre a OSNO (1964), y de sede a Culiacán (1965-1966) y después a Guadalajara (1967-1982)]. |
| 1968-1973 | Director musical titular de la Compañía de Ópera de la Universidad Autónoma de Guadalajara.                                                                                   |
| 1973-1982 | Director titular de la Camerata Sociedad Cooperativa de la OSNO. |
| 1982      | Retiro profesional del ámbito musical. |
| 2007      | Fallecimiento (Ciudad de México). |

## Formación profesional
Empezó su educación musical estudiando violín a los cuatro años de edad. En 1938, comenzó estudios musicales formales en el Conservatorio Nacional de Música de la Ciudad de México, primero bajo la tutoría del maestro Luis Sosa y más tarde bajo la instrucción de Josef Smilovits, quien formó parte del Cuarteto Lener como violín segundo, a lado del eximio violinista y compositor mexicano Higinio Ruvalcaba (violín primero), Herbert Froelich (viola) e Imre Hartman (chelo). En 1942, con apenas 14 años de edad, ingresó a las filas de la Orquesta Sinfónica de Xalapa (OSX), inicialmente en la sección de violines segundos, después como jefe de esa sección, y finalmente, ocupando silla en la sección de primeros violines hasta 1952. En esa época, formó parte del Cuarteto Clásico que dependía de la Universidad Veracruzana, con el cual realizó giras por diversas ciudades de la República Mexicana. A finales de la década de 1940, tuvo sus primeras experiencias como director de orquesta al frente de los coros del Seminario Diocesano en la ciudad de Xalapa, y asistiendo de 1950 a 1952 a José Yves Limantour en la dirección de la OSX. 

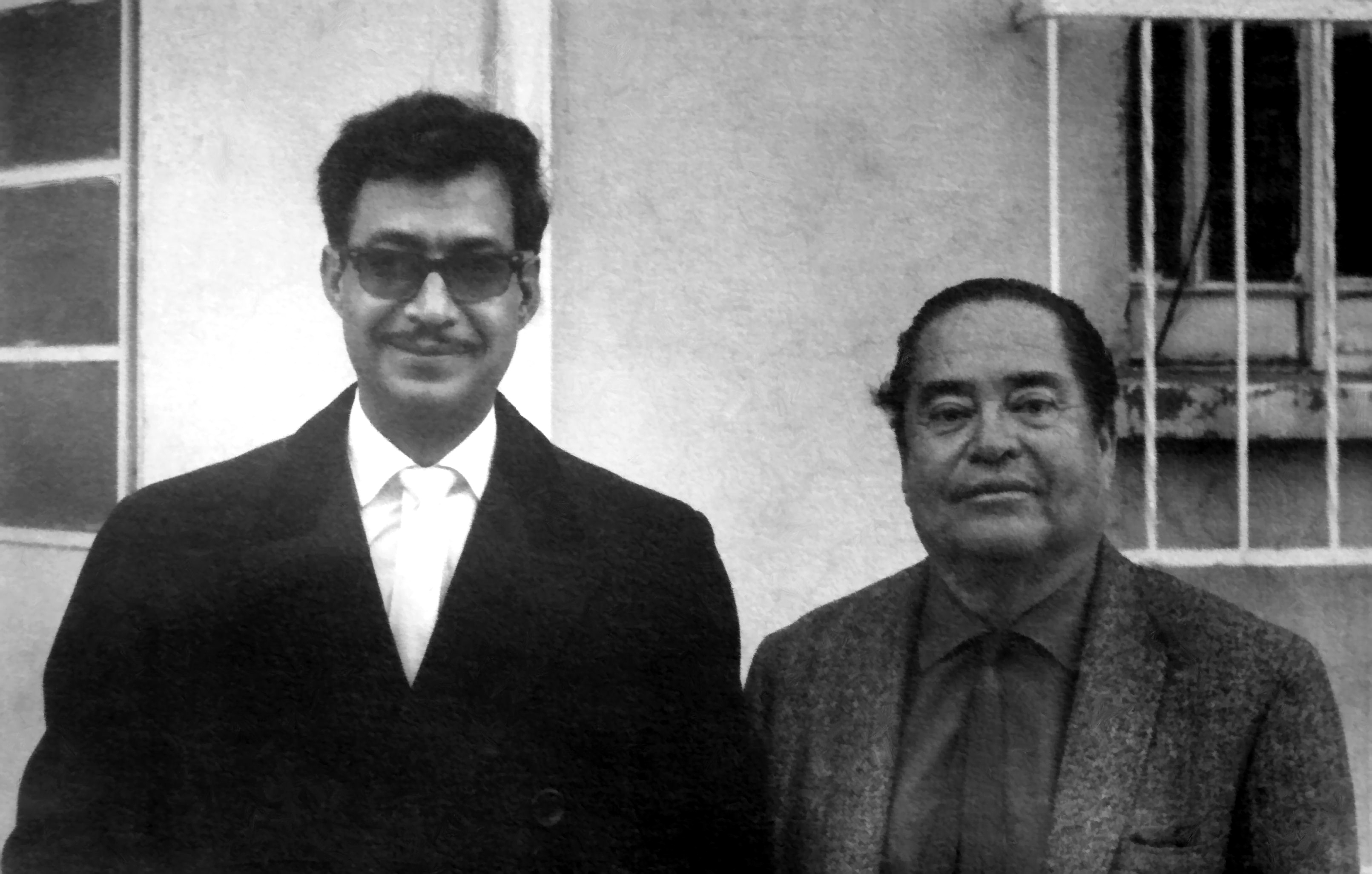
Luis Ximénez Caballero e Higinio Ruvalcaba en la Ciudad de México (1968).

A finales de 1952, asumió el puesto de director titular de la OSX, cargo que ocupó hasta 1962; siendo entre los 11 directores que encabezaron a la orquesta entre 1929 y 2013, el segundo titular que permaneció durante más tiempo en ese cargo en un mismo periodo ―únicamente después de su fundador, Juan Lomán y Bueno, quien la encabezó por 15 años― o bien, el tercero de mayor longevidad en el cargo considerando en conjunto los 17 años ejercidos en tres periodos distintos por Francisco Savín. Entre 1955 y 1960 participó en cursos formales de dirección orquestal en el Mozarteum de Salzburgo en Austria, con el compositor y director de orquesta ucraniano lgor Markevitch, así como con su primer-asistente de enseñanza, el músico alemán Volker Wangenheim y con el director de orquesta francés, Louis Auriacombe en Toulouse, Francia. 

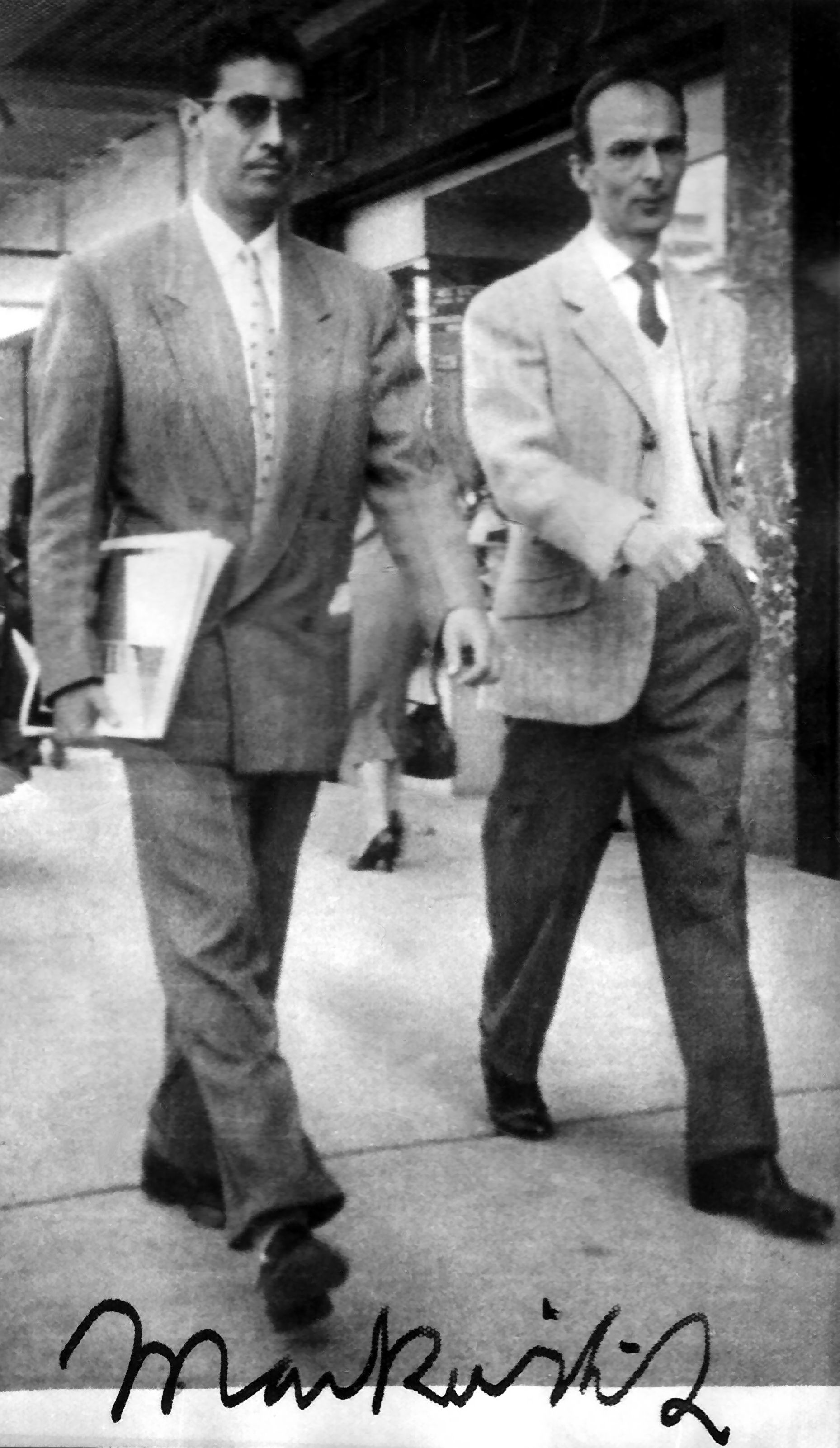
Luis Ximénez Caballero con su mentor Igor Markevitch en Salzburgo, Austria (1956).

Como director huésped, encabezó en España a la Sociedad Filarmónica de Valencia en conciertos de varias de sus temporadas anuales. En Zúrich, grabó para la compañía discográfica Phillips Records, la Sinfonía no. 1 del compositor Rolf Liebermann, en un concierto en el que estuvo presente el propio compositor de la obra. Durante sus estancias en Europa, dirigió también conciertos en Salzburgo, Viena, Alpbach, Bruselas, París, Zúrich, Suiza e Italia, obteniendo reconocimientos importantes. Entre ellos cabe destacar el primer lugar en el Concurso Anual de Directores de Orquesta organizado por Igor Markevitch, que con motivo del año Mozart se celebró en la ciudad de Salzburgo y cuya final tuvo lugar el 27 de agosto de 1956; siendo aquella, la primera ocasión en la que un director mexicano fue galardonado con dicho premio. En España se le otorgó el premio Buñol de Plata el 18 de marzo de 1959, en reconocimiento a sus méritos artísticos como director de orquesta. Al frente de la Orquesta Municipal (Clásica) de Valencia, dirigió el 25 de marzo de 1959, los estrenos en España de la obra para flauta solista Impresiones de la Puna de Ginastera y de la Sinfonía no. 4 “Deliciae Basiliensis” (H. 191) de Honegger, así como el estreno en Valencia de la cantata escénica Carmina Burana del compositor Carl Orff el domingo 21 de febrero de 1960. 

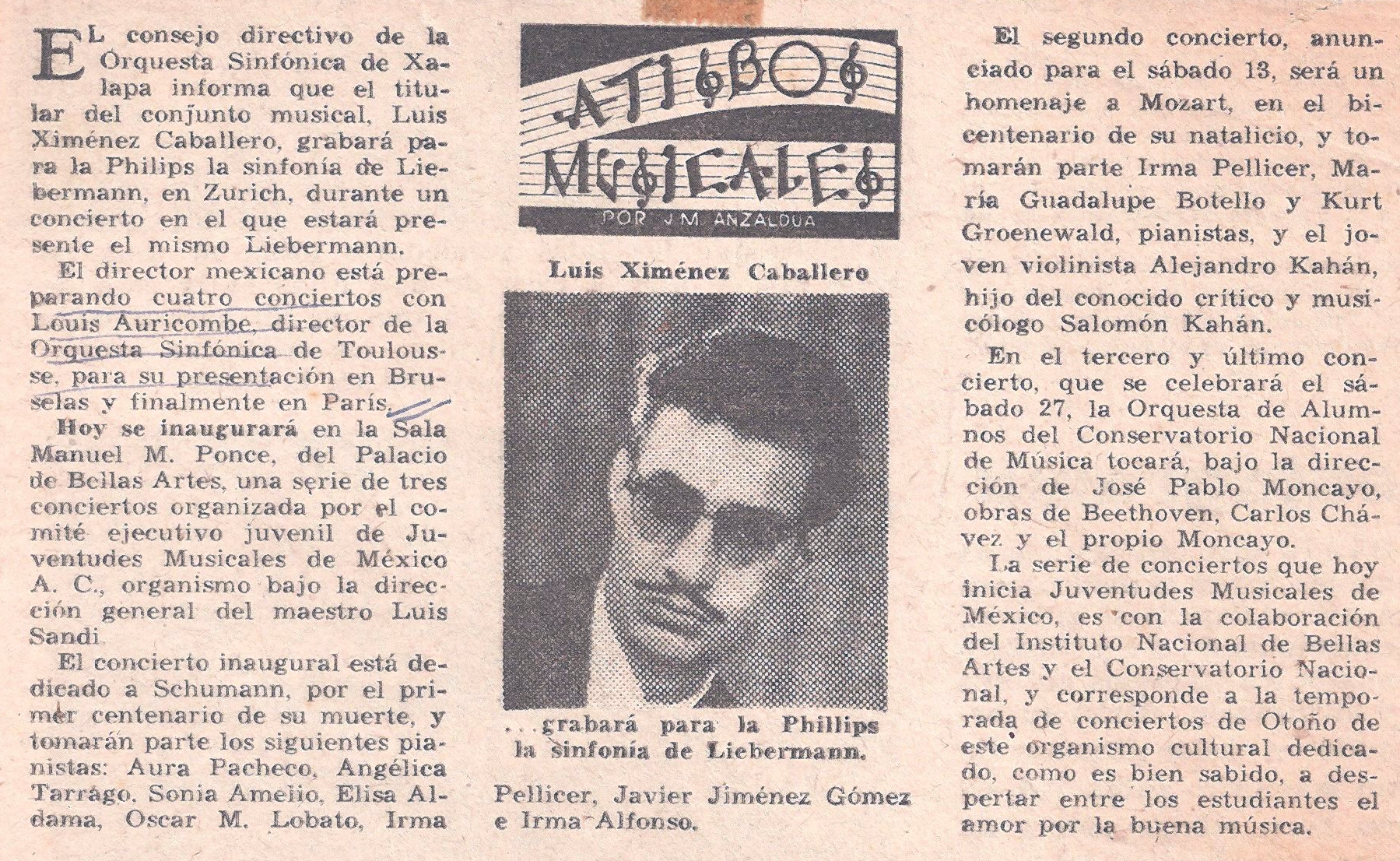
Anuncio publicado en un periódico mexicano sobre la grabación de la Sinfonía no. 1 de Rolf Liebermann dirigida por Luis Ximénez Caballero en Zúrich, Suiza para la marca discográfica Phillips Records.

En otro aspecto relevante de su formación, fue estudiante y asistente de enseñanza del Dr. Moshé Feldenkrais, con quién realizó estudios de Autoconciencia a través del movimiento (ATM) e Integración funcional (IF), acompañándolo por diversas ciudades de Europa y culminando sus estudios en Tel Aviv, Israel, donde obtuvo el Doctorado en Fisiología Aplicada a la Música. A partir de 1960, al término de sus estudios con Moshé Feldenkrais, comenzó a aplicar los métodos aprendidos, con los músicos de la OSX. Sobre la base de la metodología Feldenkrais, años más tarde, desarrolló y llegó a perfeccionar una serie de ejercicios especializados para la práctica musical y la dirección orquestal. Hasta el final de su carrera musical, aplicó de forma sostenida las técnicas de ATM e IF como herramientas para ayudar a los estudiantes de música, concertadores, atrilistas, cantantes y directores de orquesta, en el perfeccionamiento de sus ejecuciones. En México, las técnicas de ATM e IF eran prácticamente desconocidas en ese tiempo, a pesar de que en varios países de Europa se empleaban regularmente desde años antes a conjuntos artísticos de diversos campos. Por ejemplo, a los estudiantes de música en el Mozarteum de Salzburgo y en Villar-Sur-Ollon en Suiza. En Luxemburgo, Berlín, París, Londres y Moscú, también habían comenzado a impartirse a conjuntos musicales, así como a grupos de ballet y de arte dramático. Se tienen evidencias de que los métodos desarrollados por Feldenkrais, fueron aplicados en México por primera vez a la enseñanza y perfeccionamiento musical por Luis Ximénez Caballero en la década de 1960. 

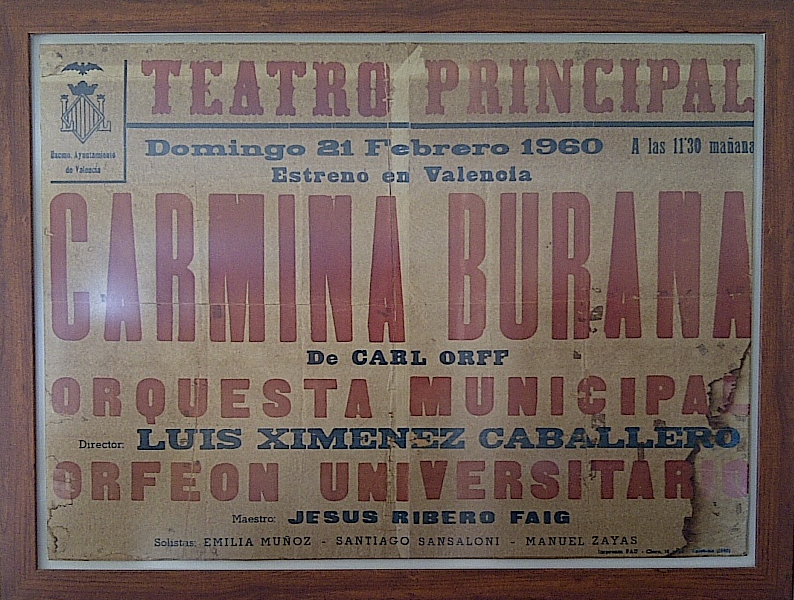
Cartel publicitario anunciando el estreno de Carmina Burana de Carl Orff en la ciudad de Valencia, España, con Luis Ximénez Caballero al frente de la Orquesta Municipal de Valencia (1960).

## Orquesta Sinfónica de Xalapa (1952-1962)
La Orquesta Sinfónica de Xalapa (OSX) se fundó en 1929 como la primera agrupación sinfónica de la provincia de México. Hasta la fecha, continúa siendo una de las orquestas más reconocidas en el país, con una trayectoria que alcanzó los 84 años en 2013. La OSX fue fundada y encabezada por el violinista y director de orquesta Juan Lomán y Bueno, quien permaneció a su cargo hasta 1943. Durante ese periodo, la OSX logró el reconocimiento nacional como agrupación sinfónica formal. A partir de 1944 y hasta mediados de 1952, José Yves Limantour fungió como su director titular. En esos ocho años, la OSX alcanzó logros trascendentes incluyendo la participación de directores invitados como Fritz Reiner y Hermann Scherchen, la interpretación del Concierto no. 1 en mi bemol (Op. 6, MS21) de Paganini por el violinista Ruggiero Ricci, así como los estrenos en México de la Sinfonía no. 4 “Deliciae Basiliensis” (H. 191) de Honegger y de la Sinfonía no. 4 en sol de Mahler. Sin embargo, la falta de financiamiento y planeación para sustentar las actividades de la orquesta, llevaron a la OSX en 1951 a la quiebra económica durante una gira de conciertos en el Palacio de Bellas Artes de la Ciudad de México. Al regreso de la orquesta a Xalapa, varios de los músicos permanecieron en la capital y muchos de los extranjeros regresaron a sus países de origen. Ante la inseguridad económica y la incertidumbre sobre el futuro de la OSX, José Yves Limantour partió de México, aceptando la dirección de la Orquesta Sinfónica de Bilbao.

En 1952, ante lo que parecía ser la inminente disolución de la OSX, Luis Ximénez Caballero asumió el cargo como director titular e inició la labor de rescatar a la orquesta, que a pesar de haberse quedado con únicamente 32 ejecutantes, ya era considerada como una las orquestas más importantes en el país. Las caóticas condiciones en las que recibió a la orquesta ―tanto por la falta de fuentes de financiamiento y apoyos gubernamentales, como por la deserción de músicos tras la separación de Limantour―, hicieron del trabajo para lograr la permanencia de la OSX una labor complicada. Aunado a lo anterior, una de las mayores dificultades fue la de lograr independizar el nombre de José Yves Limantour de la identidad misma de la orquesta; figuras que llegaron a estar tan estrechamente ligadas, que se percibían como sinónimas y permanecieron vinculadas por varios años después de haberse separado. Al respecto, en el libro Orquesta Sinfónica de Xalapa de Yolanda Reyes Pale Archivado el 22 de marzo de 2014 en Wayback Machine. y Sergio Dorantes Guzmán, editado por la Universidad Veracruzana en 1994, se escribió lo siguiente: “[…] se desprende (la OSX) de un pasado esplendoroso, golfo de luz y de diamante, pero reclinado en un solo nombre convertido en leyenda: José Yves Limantour […]. Una luz vacilante titubea, corre, cae y se levanta, renace más fuerte, más ósea, más de piedra, se echa a andar y se recobra”. Acertadamente, el capítulo en el citado libro que describe la época de Luis Ximénez Caballero como director titular de la OSX, fue intitulado “Luis Ximénez Caballero: La voluntad de volver a ser”.

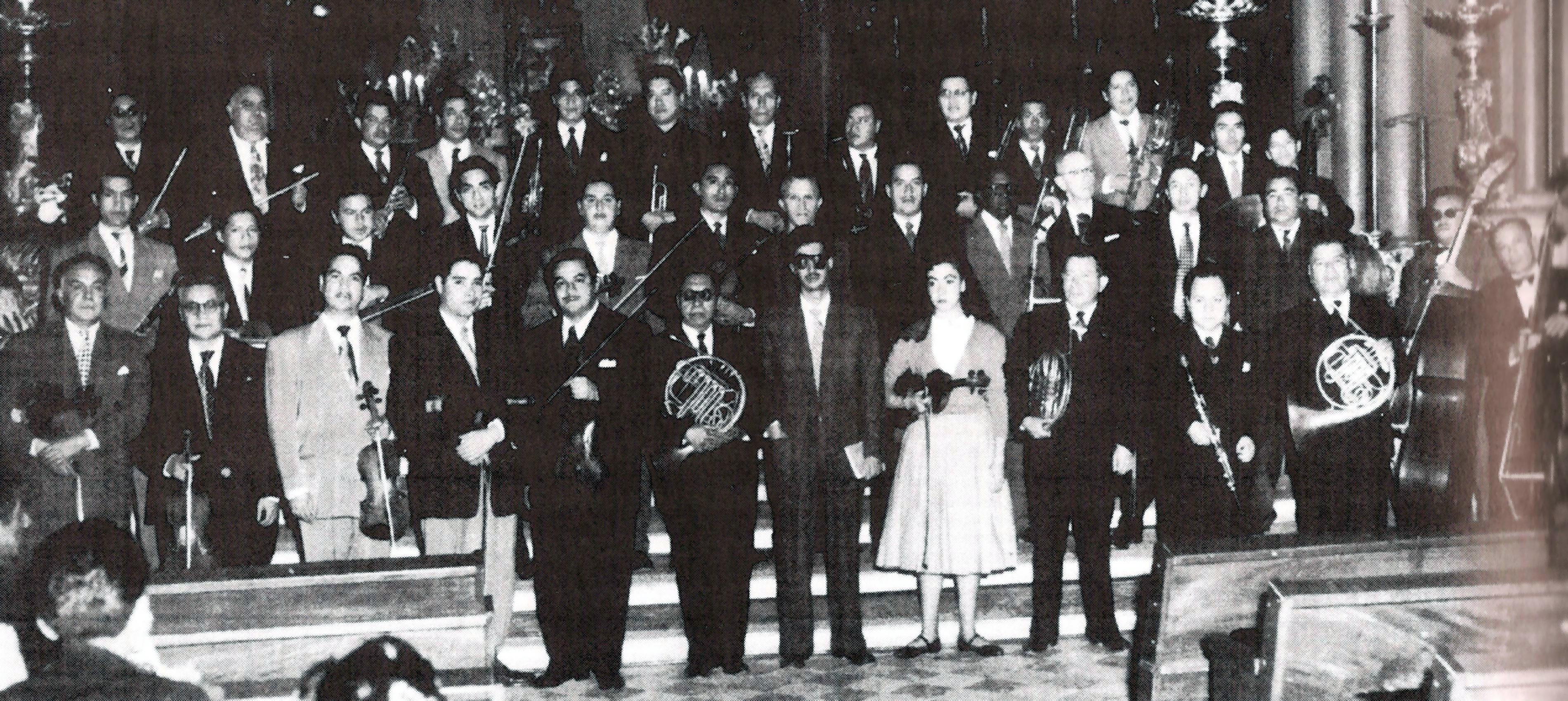
Fotografía de los 38 músicos (incluyendo al director) que conformaron la Orquesta Sinfónica de Xalapa en 1954.

La OSX ofreció conciertos interesantes en Xalapa y en ciudades de varios estados del país en 1953; por ejemplo, el programa del 23 de abril que se llevó a cabo en el edificio de la actual Preparatoria Juárez ―en la época albergaba planteles de la Universidad Veracruzana―, en el que participó como solista el pianista y compositor francés Pierre Sancan y se presentó el cuento sinfónico Pedro y el Lobo (Op. 67) de Prokófiev, narrado por el escritor y dramaturgo veracruzano Emilio Carballido. El 7 de mayo, la OSX se presentó en la Universidad Nicolaita de Michoacán con motivo del año de Hidalgo, en el programa de mano todavía aparecía el nombre de Limantour como director titular, a pesar de haberse desprendido del cargo casi un año atrás; sin embargo, en la parte inferior de la carátula ―en letras pequeñas― se mencionaba por primera vez a Luis Ximénez Caballero como director de la orquesta. De las presentaciones de ese año, cabe destacar la del 27 de junio en el Teatro Reforma de la ciudad de Tehuacán, Puebla, ya que parece ser el primer registro documentado de la interpretación pública de alguna de las composiciones de Luis Ximénez Caballero. La OSX presentó en esa ocasión, junto con el Ballet Nacional del INBA, el estreno mundial de la obra coreográfica 15 de septiembre (Homenaje a Hidalgo), con música compuesta por Luis Ximénez Caballero, argumento de Emilio Carballido y Luis Ximénez Caballero, diseños de Carlos Mérida, coreografía de Josefina Lavalle y producción de ballet a cargo de Marcial Rodríguez. 

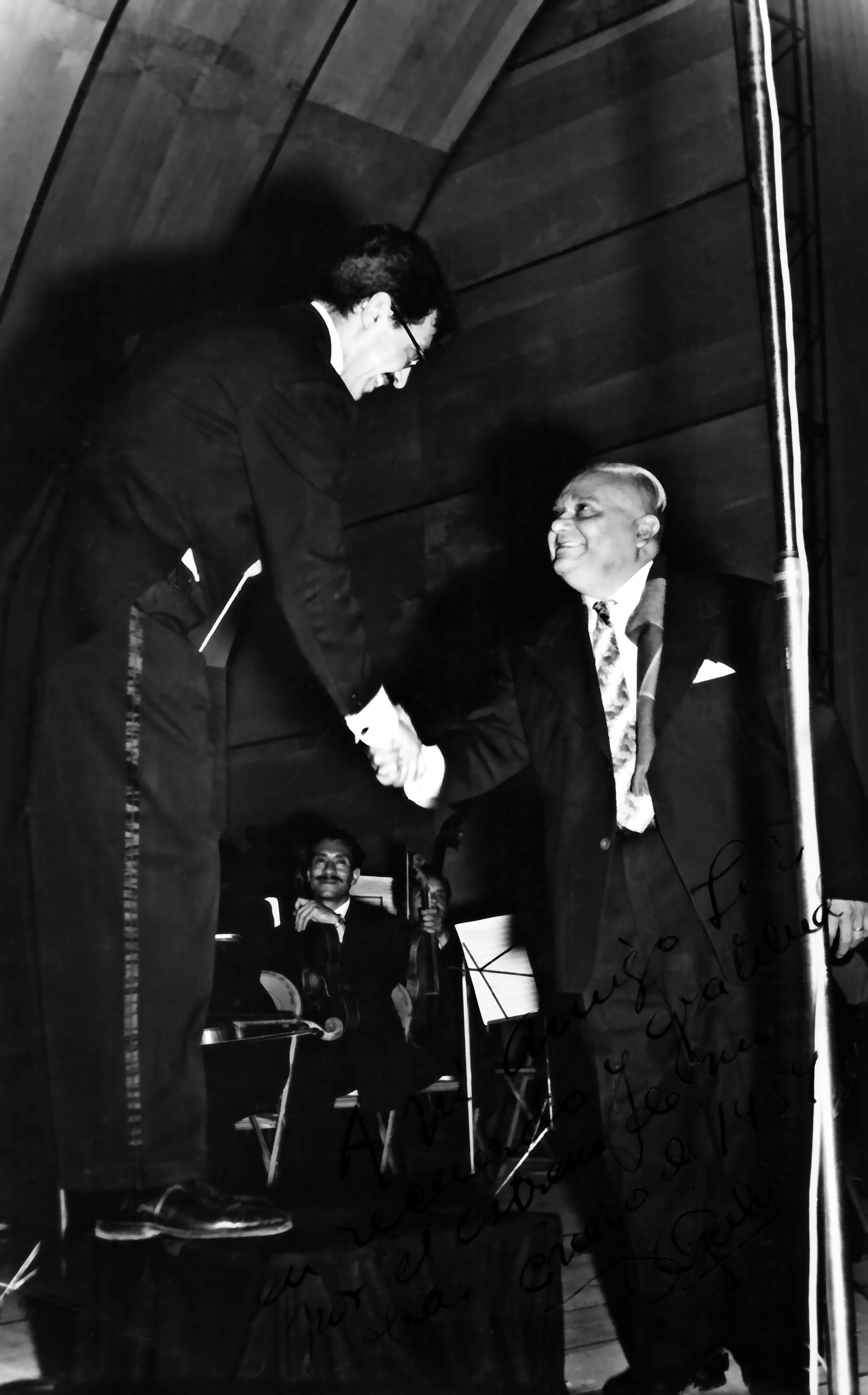
Luis Ximénez Caballero y el compositor Daniel Ayala Pérez, tras el estreno mundial de su obra "Sinfonía de las Américas" (Op. 20) con la Orquesta Sinfónica de Xalapa el 19 de agosto de 1955 en el Palacio de Bellas Artes de la Ciudad de México.

Durante los festejos conmemorativos del 25 aniversario de la OSX en 1954, la orquesta que contaba todavía con un número reducido de integrantes que alcanzaba apenas los 38 miembros incluyendo atrilistas y director, presentó programas con obras de Barbirolli, Beethoven, Haydn, Lavalle, Milhaud, Moncayo, Mozart, Prokófiev, Ravel, Rossini, Schumann, Shostakovich, Tchaikovsky y Wagner; entre otros, con un repertorio de solistas que incluyó a María Esther Diaz Estrada (piano), Carlos Preciado (oboe), Arturo Romero (violín), Sally Vandenberg (chelo) y Noemí Cortés (soprano). El cuento sinfónico Pedro y el Lobo volvió a presentarse, narrado por el poeta tabasqueño Carlos Pellicer. El 10 de diciembre de ese mismo año, la OSX ofreció un concierto en la Preparatoria Juárez con el violinista italiano Franco Ferrari ―entonces concertino de la Orquesta Sinfónica Nacional―, quien interpretó el Concierto para violín no. 1 en sol menor (Op. 26) de Bruch y se realizó el estreno mundial de la Sinfonía en un movimiento compuesta y dirigida por el propio Luis Ximénez Caballero.

En agosto y septiembre de 1955, la OSX se presentó en el Palacio de Bellas Artes de la Ciudad de México, con programas en los que se incluyeron los estrenos mundiales de la Sinfonía de las Américas (Op. 20) del compositor yucateco Daniel Ayala Pérez y de la obra Procesiones del compositor Armando Lavalle. En los mismos conciertos se presentaron también solistas de prestigio mundial como Ida Krehm interpretando el Concierto para piano en la menor (Op. 54) de Schumann, Henryk Szeryng con el Concierto para violín en re (Op. 61) de Beethoven y Gerd Kaemper con el Concierto para piano no. 1 en re menor (Op. 15) de Brahms. Tras varias presentaciones en el Teatro Lerdo de Xalapa, la orquesta volvió al Palacio de Bellas Artes el 16 de noviembre de ese año, esta vez con el pianista ruso Emil Gilels, quien interpretó el Concierto para piano no. 3 en do menor (Op. 37) de Beethoven y el Concierto para piano no. 1 en si bemol menor (Op. 23) de Tchaikovsky. En diciembre de 1955, Luis Ximénez Caballero recibió el diploma de la Unión Mexicana de Cronistas de Teatro y Música, en reconocimiento a su labor artística al frente de la OSX durante ese año. 

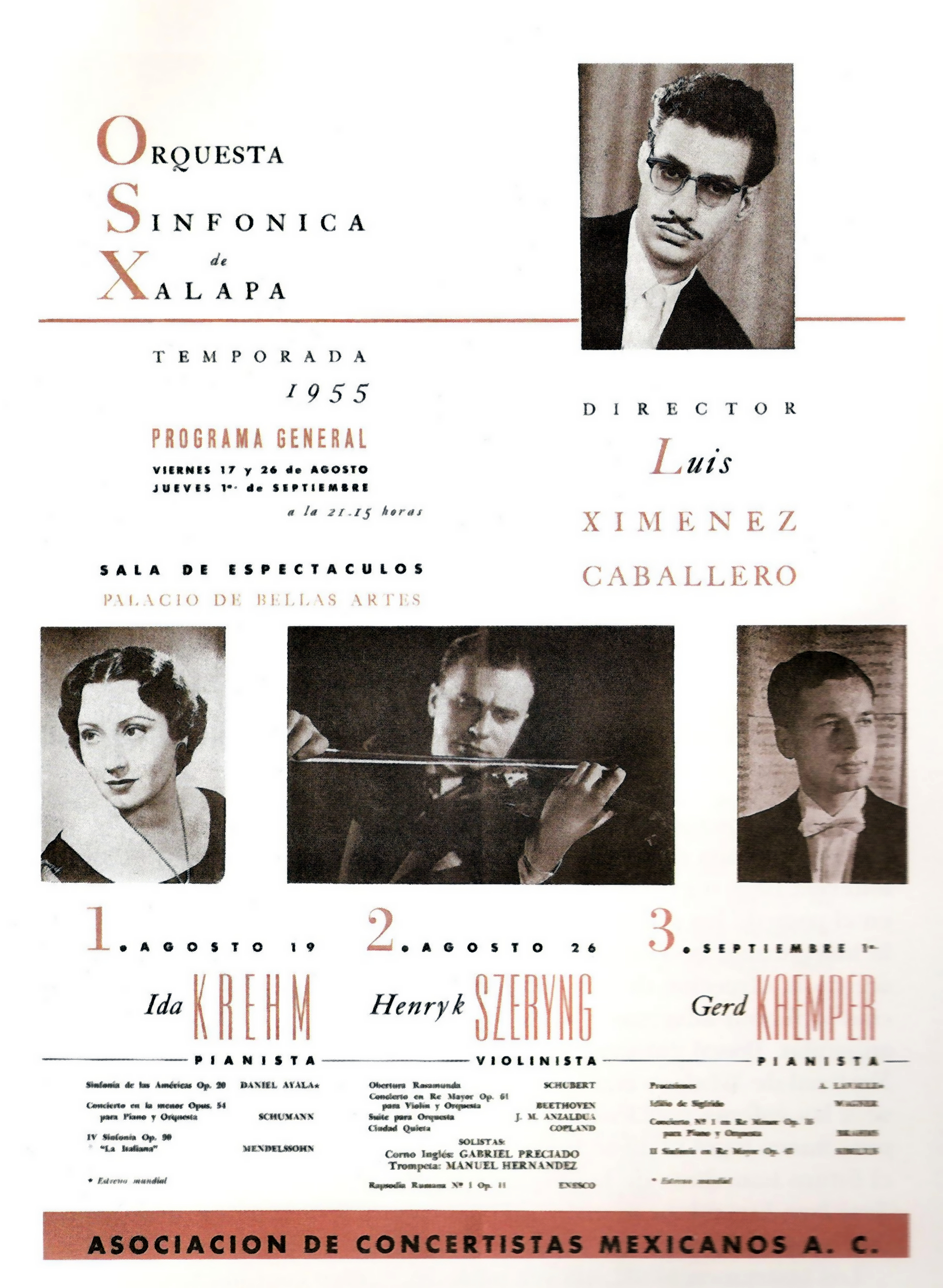
Programas presentados por la Orquesta Sinfónica de Xalapa bajo la dirección de Luis Ximénez Caballero en el Palacio de Bellas Artes de la Ciudad de México (1955) con los solistas: Ida Krehm (Piano. Canadá), Henryk Szeryng (Violín. Polonia) y Gerd Kaemper (Piano. Alemania). Los programas incluyeron los estrenos mundiales de la Sinfonía de las Américas (Op. 20) de Daniel Ayala Pérez y de la obra Procesiones de Armando Lavalle.

El periodo entre 1956 y 1962 fue uno de productividad y logros para la orquesta. La OSX ofreció frecuentes presentaciones no sólo en el estado de Veracruz, sino también en diferentes ciudades de los estados de Coahuila, Puebla, San Luis Potosí, Tamaulipas y en la capital del país, con la participación de solistas nacionales e internacionales como Adolfo Odnoposoff (chelo), Alexis “Ligi” Weissemberg (piano), Alfonso Vega Núñez (órgano), Bernard Flavigny (piano), Hermilo Novelo (violín), Higinio Ruvalcaba (violín), Jorge Suárez Ángeles (piano), José Kahan Pintel (piano), Luis García-Renart (chelo), Manuel López Ramos (guitarra), Manuel Suárez Ángeles (violín), María Teresa Rodríguez (piano), Maurice Eisenberg (chelo), Michael Rabin (violín), Miguel Bernal Matus (violín), Milos Sadlo (chelo) y Raul Ladrón de Guevara Archivado el 2 de febrero de 2014 en Wayback Machine. (piano), entre varios más. En 1957, junto con un grupo de intelectuales y creadores ―Sergio Galindo, Fernando Salmerón, José Pascual Buxó, Alfonso Medellín Zenil, Ramón Rodríguez Archivado el 10 de marzo de 2016 en Wayback Machine., Dagoberto Guillaumin, Xavier Tavera Alfaro, Adolfo García Díaz―, Luis Ximénez Caballero fundó la revista La Palabra y el Hombre, y ayudó a consolidar la empresa editorial de la Universidad Veracruzana, que hasta la fecha es la segunda de mayor trayectoria entre las instituciones académicas de México, después de la editorial de la Universidad Nacional Autónoma de México.
 

La OSX presentó en la Ciudad de México en 1958, el estreno en México del Concierto para banda de Jazz y orquesta sinfónica de Rolf Liebermann. Unos meses más tarde, en enero de 1959, bajo el patrocinio del Instituto Nacional de Bellas Artes y otras instituciones, Luis Ximénez Caballero formó parte del Comité Organizador Estatal en Xalapa del Segundo Concurso Internacional de Violonchelo que se llevó a cabo en la ciudad de Xalapa en conjunto con el Primer Festival de Música “Pablo Casals”. En el evento participaron como miembros del jurado Heitor Villa-Lobos (Brasil), Blas Galindo (México), Zara Nelsova (Canadá), Gregor Piatigorsky (Rusia), Mstislav Rostropóvich (Rusia), Maurice Eisenberg (Estados Unidos), André Navarra (Francia), Ivor James (Inglaterra), Rubén Montiel (México), Gaspar Cassadó i Moreu (España), Adolfo Odnoposoff (Argentina), Milos Sadlo (Checoslovaquia) y el propio Pablo Casals (España). Las numerosas actividades artísticas que se llevaron a cabo en torno al Festival, convirtieron en esa época a la ciudad de Xalapa en la "capital de la cultura" nacional e incluyeron conciertos de la Orquesta Sinfónica Nacional dirigida por Luis Herrera de la Fuente, de la OSX dirigida por Luis Ximénez Caballero, presentaciones de Danza Regional dirigidas por Luis Márquez Romay, del Coro de Madrigalistas dirigido por Luis Sandi, de Canciones en Lenguas Aborígenes dirigidas por el tenor Carlos Puig, de Danza Moderna y de Teatro, así como la participación de importantes solistas incluyendo a Miguel García Mora (piano), José Núñez Alvarado (órgano), Margarita González Ontiveros (mezzosoprano) e Higinio Ruvalcaba (violín). En 1962 la OSX bajo la dirección de Luis Ximénez Caballero realizó en la ciudad de Puebla, la grabación de la Cantata heroica del compositor Isaías Noriega de la Vega, en la que participaron como solistas Marta Ornelas (soprano), Plácido Domingo (tenor) y Franco Iglesias (barítono). 

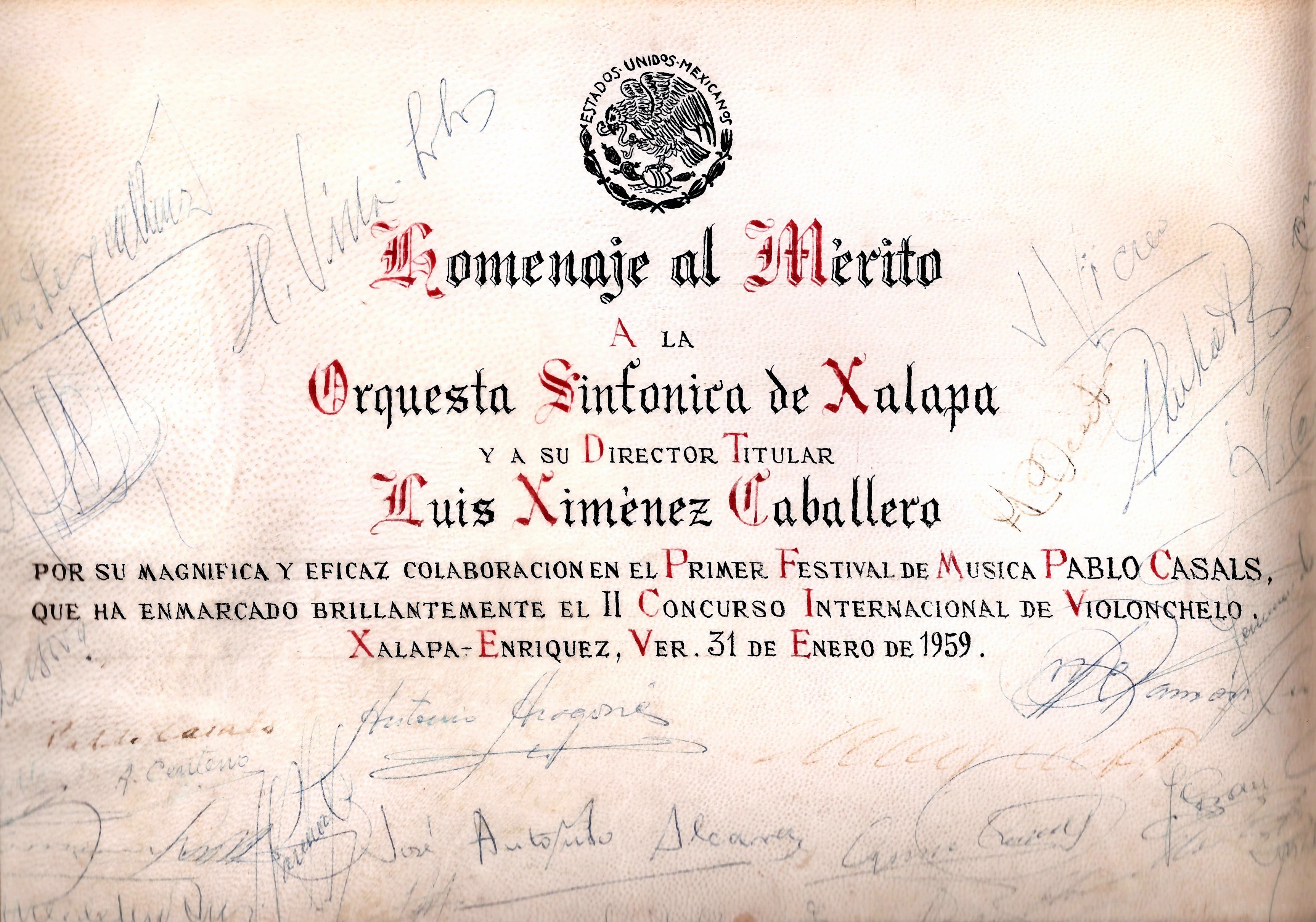
Diploma otorgado por la Presidencia de la República Mexicana el 31 de enero de 1959 a la Orquesta Sinfónica de Xalapa y a su director titular Luis Ximénez Caballero, por su colaboración en el Primer Festival de Música "Pablo Casals" (Firmas autógrafas de: Heitor Villa-Lobos, Pablo Casals, Blas Galindo, Higinio Ruvalcaba y Mstislav Rostropóvich, entre varios más).

Hasta diciembre de 1962, Luis Ximénez Caballero encabezó como director titular a la OSX. Bajo su liderazgo, la orquesta se recuperó y logró un grado de consolidación que le permitió posicionarse al nivel de las agrupaciones sinfónicas más destacadas de aquel momento en el país. Algunos historiadores y evidencias documentales, señalan que la calidad de sus interpretaciones y programación, así como el alcance de sus actividades de difusión cultural, llegaron a rivalizar con aquellos de la Orquesta Sinfónica Nacional, tradicionalmente considerada como la agrupación sinfónica líder en México. Además, realizó cambios sustanciales en la estructura interna de la orquesta, logrando que actuara como “orquesta-escuela”, en donde los mismos músicos impartían las clases de su especialidad, mientras que él encabezaba las clases de dirección orquestal y las de ATM e IF con los métodos de Moshé Feldenkrais. La conciencia del medio en el que desarrollaba su trabajo, se evidenció en su convicción de difundir con amplitud la música sinfónica en México. Sus actividades profesionales a partir de 1954 hicieron patente dicha convicción. La OSX ofreció conciertos en pequeñas localidades nunca antes visitadas, encontrando una respuesta entusiasta de aquellos que quizá por primera vez en su vida tenían la oportunidad de escuchar a una orquesta. Según las palabras del propio Ximénez Caballero ―en entrevista realizada para un periódico mexicano en 1969―, fue durante esas experiencias tempranas con públicos “populares” receptivos, cuándo se sembró en él, la conciencia de llevar la música más allá de los círculos elitistas tradicionales a los grupos que habían permanecido hasta esa época excluidos casi por completo de los beneficios de la cultura. Entre 1954 y 1962, la OSX realizó conciertos populares al aire libre, así como en escuelas, hospitales, seminarios, reclusorios y pequeños recintos, realizando giras cortas de dos o tres días en poblaciones del estado de Veracruz como Orizaba, Córdoba, Huatusco, Juan Díaz Covarrubias, Martínez de la Torre, Tlapacoyán, Gutiérrez Zamora, San Rafael, Nanchital, Agua Dulce, Poza Rica, Papantla y Tuxpan, entre otros. El estado de Veracruz contaba en esa época con 192 municipios, la OSX presentó conciertos en más de 90 de ellos, en ocasiones ofreciendo una función por la mañana en un poblado y otra por la tarde del mismo día en un poblado diferente. Al respecto, en el libro editado en 2002 por el Gobierno del Estado de Veracruz sobre la historia de los 73 años de la OSX, se mencionó lo siguiente: “[…] (Luis Ximénez Caballero) supo dirigir con precisión, brío y rigor (a la OSX), gracias a su trabajo exhaustivo, su amor a la música y su actitud de rechazo hacia toda inclinación burocrática”.
Las actividades de Luis Ximénez Caballero al frente de la OSX finalizaron cuando el Lic. Fernando López Arias tomó posesión como gobernador del estado de Veracruz. La decisión de partir de la ciudad de Xalapa y dejar el puesto de director titular de la OSX, se debió al inesperado anuncio del gobernador ―pronunciado unos días después de haber tomado posesión de la gubernatura del estado― que conmocionó a la comunidad artística veracruzana de la época: el gobierno del estado retiraría de inmediato todos sus apoyos a la OSX. López Arias declaró: “Preguntaremos al pueblo si quiere agua potable, energía eléctrica y caminos, o quiere a la Orquesta Sinfónica de Xalapa. […] las cifras lo dicen todo, el pobre estado de Veracruz necesita comida, no música […]”. Como se ha señalado acerca de ese episodio en la historia de la OSX: “Todavía es tarea para los historiadores del futuro, determinar cuál fue la verdadera intención del gobernador López Arias”. Lo cierto es que la opinión pública se dividió. Quienes habían permanecido indiferentes a la cultura y el arte, simpatizaron con las declaraciones del gobernador apoyándose en un hecho irrefutable: México es un país pobre. En contraste, otros argumentaron que son precisamente la cultura y el arte, las condiciones indispensables para que un pueblo pueda evolucionar y superarse. Las discusiones se extendieron fuera del estado de Veracruz. Los diarios y revistas nacionales dieron cuenta del caso, y en su mayoría apoyaron a la OSX.
Mucho se ha especulado sobre las razones que llevaron a López Arias a tomar la decisión de retirar los apoyos gubernamentales a la OSX. Algunos suponen que en el momento, el gobernador no tuvo la suficiente información sobre el presupuesto que el gobierno del estado de Veracruz destinaba a la orquesta, por lo que sobrestimó importantemente los montos reales que se destinabana ella. La OSX, de hecho, se mantenía principalmente con aportaciones de diversos industriales y empresarios, y sólo un porcentaje menor de su presupuesto provenía del gobierno del estado. En cualquier caso, la falta de interés del nuevo gobernador por seguir apoyando las labores de la OSX, llevó a Luis Ximénez Caballero a dejar el estado de Veracruz y a la orquesta que había rescatado 10 años atrás, tras haber logrado que alcanzara un nivel importante de estabilidad y consolidación. En un acto público de protesta, frente al gobernador López Arias y el presidente de México en turno, Adolfo López Mateos, Ximénez Caballero rompió su batuta y anunció que dejaría su ciudad natal para iniciar en la ciudad de Chihuahua una nueva agrupación sinfónica, y que no volvería a dirigir con batuta "hasta que el estado de Veracruz tuviera un gobierno digno". Durante los siguientes seis años ―como símbolo de protesta―, dirigió todas sus presentaciones utilizando un lápiz en sustitución de la batuta. En diciembre de 1962, fundó, con muchos de los músicos que habían formado parte de las filas de la OSX bajo su dirección y algunos músicos de nuevo ingreso, a la Orquesta Sinfónica de Chihuahua, agrupación que a partir de 1964 y hasta 1982, llevaría el nombre de Orquesta Sinfónica del Noroeste (OSNO).

### Solistas de la OSX
| Año  | Nombre | Participación | Recinto (Ciudad)                           |
| ---- | --- | ------------- | ------------------------------------------ |
| 1953 | Emilio Carballido | Narrador      | Preparatoria Juárez (Xalapa)               |
| 1953 | Pierre Sancan | Piano         | Preparatoria Juárez (Xalapa)               |
| 1954 | Arturo Romero | Violín        | Teatro Lerdo (Xalapa)                      |
| 1954 | Carlos Pellicer | Narrador      | Teatro Lerdo (Xalapa)                      |
| 1954 | Carlos Preciado | Oboe          | Teatro Lerdo (Xalapa)                      |
| 1954 | Franco Ferrari | Violín        | Preparatoria Juárez (Xalapa)               |
| 1954 | María Esther Diaz Estrada                                                                                                | Piano         | Teatro Lerdo (Xalapa)                      |
| 1954 | Noemí Cortés | Soprano       | Teatro Lerdo (Xalapa)                      |
| 1954 | Sally Vandenberg | Chelo         | Teatro Lerdo (Xalapa)                      |
| 1955 | Amalia de León Salinas                                                                                                   | Piano         | Teatro Lerdo (Xalapa)                      |
| 1955 | Emil Gilels | Piano         | Palacio de Bellas Artes (Ciudad de México) |
| 1955 | Gerd Kaemper | Piano         | Palacio de Bellas Artes (Ciudad de México) |
| 1955 | Henryk Szeryng | Violín        | Palacio de Bellas Artes (Ciudad de México) |
| 1955 | Ida Krehm | Piano         | Palacio de Bellas Artes (Ciudad de México) |
| 1955 | Sally Vandenberg | Chelo         | Teatro Lerdo (Xalapa)                      |
| 1957 | Aurora Woodrow | Mezzosoprano  | Teatro Lerdo (Xalapa)                      |
| 1957 | Bernard Flavigny | Piano         | Teatro Lerdo (Xalapa)                      |
| 1957 | Gabriel Preciado Martínez                                                                                                | Oboe          | Teatro Hidalgo (Xalapa)                    |
| 1957 | Higinio Ruvalcaba | Violín        | Teatro Hidalgo (Xalapa)                    |
| 1957 | Ignacio Guzmán Castillo                                                                                                  | Flauta        | Teatro Hidalgo (Xalapa)                    |
| 1957 | José Kahan Pintel | Piano         | Teatro Lerdo (Xalapa)                      |
| 1957 | Miguel Bernal Matus | Violín        | Teatro Lerdo (Xalapa)                      |
| 1957 | Paulino Saharrea | Tenor         | Teatro Lerdo (Xalapa)                      |
| 1957 | Rosa Rimoch | Soprano       | Teatro Lerdo (Xalapa)                      |
| 1957 | Raul Ladrón de Guevara (enlace roto disponible en Internet Archive; véase el historial, la primera versión y la última). | Piano         | Teatro Lerdo (Xalapa)                      |
| 1957 | Sergio Morales | Barítono      | Teatro Lerdo (Xalapa)                      |
| 1958 | Bernard Ringeissen | Piano         | Cine Xalapa (Xalapa)                       |
| 1958 | Carlos Okhuysen | Piano         | Teatro Lerdo (Xalapa)                      |
| 1958 | Juán José Calatayud, Jr.                                                                                                 | Piano         | Club de Leones (Córdoba)                   |
| 1958 | Luis García-Renart | Chelo         | Terraza Coliseo (Sabinas)                  |
| 1958 | Manuel López Ramos | Guitarra      | Parque Juárez (Xalapa)                     |
| 1958 | Raquel Gómez Lazzeri | Piano         | Teatro Llave (Orizaba)                     |
| 1959 | Alexis (Ligi) Weissemberg                                                                                                | Piano         | Palacio de Bellas Artes (Ciudad de México) |
| 1959 | Alfonso Vega Núñez | Órgano        | Teatro Lerdo (Xalapa)                      |
| 1959 | Bernard Flavigny | Piano         | Teatro Lerdo (Xalapa)                      |
| 1959 | Hermilo Novelo (enlace roto disponible en Internet Archive; véase el historial, la primera versión y la última).         | Violín        | Teatro Lerdo (Xalapa)                      |
| 1959 | Higinio Ruvalcaba | Violín        | Cine Xalapa (Xalapa)                       |
| 1959 | José Kahan Pintel | Piano         | Teatro Lerdo (Xalapa)                      |
| 1959 | Maurice Eisenberg | Chelo         | Auditorio Benavente (Puebla)               |
| 1959 | Michael Rabin | Violín        | Palacio de Bellas Artes (Ciudad de México) |
| 1959 | Milos Sadlo | Chelo         | Auditorio Benavente (Puebla)               |
| 1960 | Jorge Martínez Zapata | Piano         | Teatro de la Paz (San Luis Potosí)         |
| 1960 | Tomás Marín | Violín        | Teatro Lerdo (Xalapa)                      |
| 1961 | Beverly Lebeck | Chelo         | Cine Hidalgo (Poza Rica)                   |
| 1961 | Heimo Haitto | Violín        | Teatro Alijadores (Tampico)                |
| 1961 | Jorge Suárez Ángeles | Piano         | Teatro Lerdo (Xalapa)                      |
| 1961 | Manuel Suárez Ángeles | Violín        | Teatro Lerdo (Xalapa)                      |
| 1961 | María Teresa Rodríguez                                                                                                   | Piano         | Teatro Lerdo (Xalapa)                      |
| 1962 | Adolfo Odnoposoff | Chelo         | Palacio de Bellas Artes (Ciudad de México) |
| 1962 | Franco Iglesias | Barítono      | Sin dato (Puebla)                          |
| 1962 | Manuel Suárez Ángeles | Violín        | Teatro Lerdo (Xalapa)                      |
| 1962 | Milla Domínguez | Soprano       | Palacio de Bellas Artes (Ciudad de México) |
| 1962 | Marta Ornelas | Soprano       | Sin dato (Puebla)                          |
| 1962 | Plácido Domingo | Tenor         | Sin dato (Puebla)                          |

### Estrenos y grabaciones con la OSX
| Año  | Obra | Compositor                | Tipo (Lugar)                                |
| ---- | --- | ------------------------- | ------------------------------------------- |
| 1953 | 15 de septiembre (Homenaje a Hidalgo) [Argumento: Emilio Carballido y Luis Ximénez Caballero].                   | Luis Ximénez Caballero    | Estreno mundial (Tehuacán)                  |
| 1954 | Sinfonía en un movimiento.                                                                                       | Luis Ximénez Caballero    | Estreno mundial (Xalapa)                    |
| 1955 | Sinfonía de las Américas (Op. 20).                                                                               | Daniel Ayala Pérez        | Estreno mundial (Palacio de Bellas Artes)   |
| 1955 | Procesiones. | Armando Lavalle           | Estreno mundial (Palacio de Bellas Artes)   |
| 1957 | Sinfonía no. 9 en re menor (Op. 125) [Solistas: Rosa Rimoch, Aurora Woodrow, Paulino Saharrea y Sergio Morales]. | Ludwig van Beethoven      | Estreno en Veracruz (Xalapa)                |
| 1958 | Concierto para banda de Jazz y orquesta sinfónica.                                                               | Rolf Liebermann           | Estreno en México (Palacio de Bellas Artes) |
| 1962 | Cantata heroica [Solistas: Marta Ornelas, Plácido Domingo y Franco Iglesias].                                    | Isaías Noriega de la Vega | Grabación (Puebla)                          |

## Orquesta Sinfónica de Chihuahua (1962-1963)

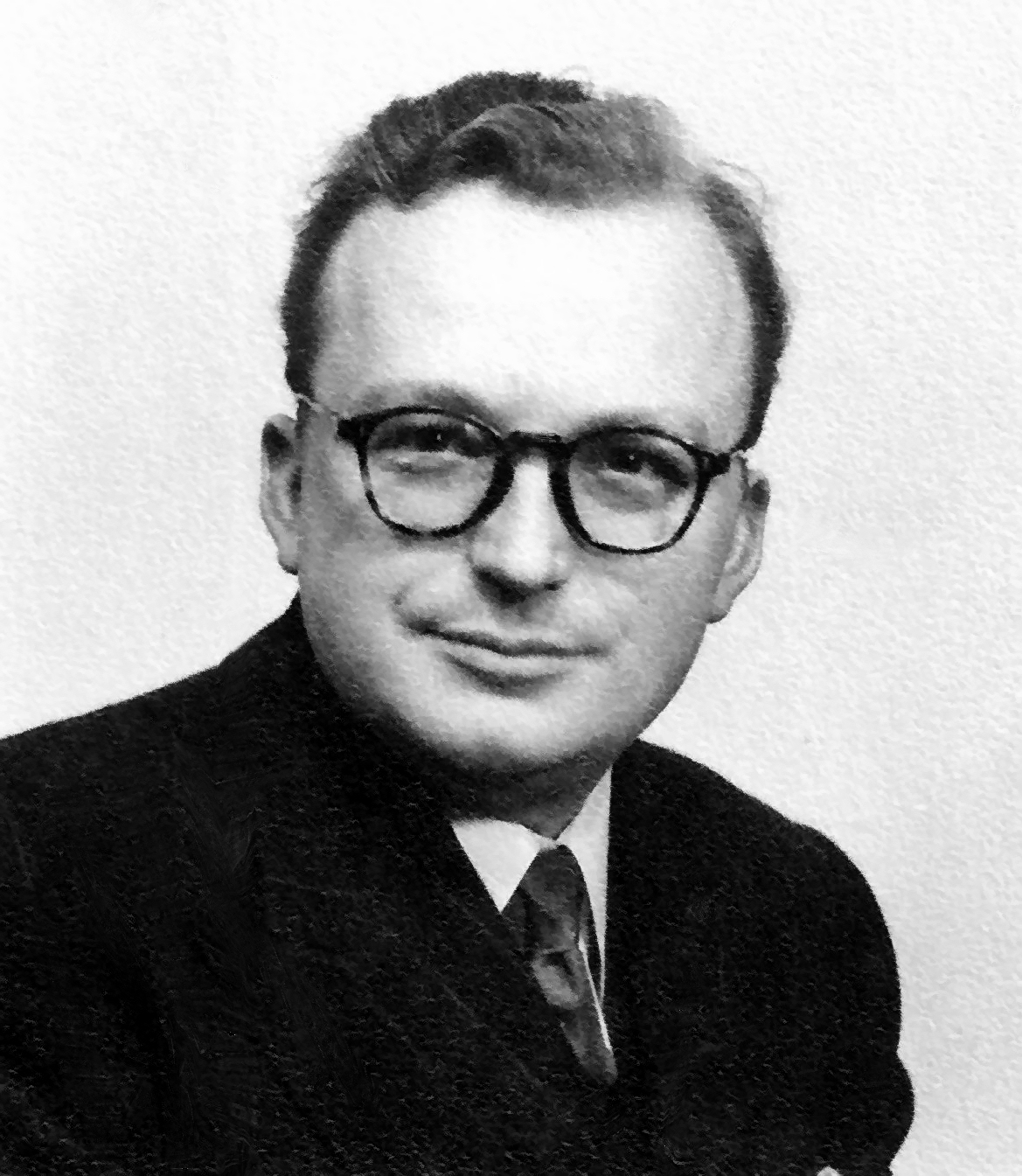
Roland Dufrane (Bruselas, Bélgica, 16 de septiembre de 1922 - Xalapa, Veracruz, 17 de noviembre de 1985). Oboe principal de la OSC en 1963.

Tras su retiro de la OSX, Luis Ximénez Caballero fundó, en diciembre de 1962 ―con el apoyo del gobierno del estado de Chihuahua― una agrupación sinfónica nueva a la cual nombró Orquesta Sinfónica de Chihuahua (OSC) con sede en la capital de aquel estado. La recién creada orquesta contaba dentro de sus filas con destacados músicos nacionales y extranjeros, algunos de nueva incorporación y otros ―la mayoría― que habían formado parte de la OSX bajo su dirección, incluyendo entre otros a Stuart Fastofsky (concertino), Jaime Ríos (violín), Agustín Rocha (violín), Efraín González Anaya (violín), Rohini Coomara (chelo), Murray Shapinsky (contrabajo), Christiane Nazzi (flauta), Roland Dufrane (oboe) y Carlberg Jones (corno). La Orquesta Sinfónica de Chihuahua se presentó por primera vez en la ciudad de El Paso, Texas, Estados Unidos el 6 de febrero de 1963 interpretando obras de Mozart, Ginastera, Corelli y Respighi con un total de 52 ejecutantes. 

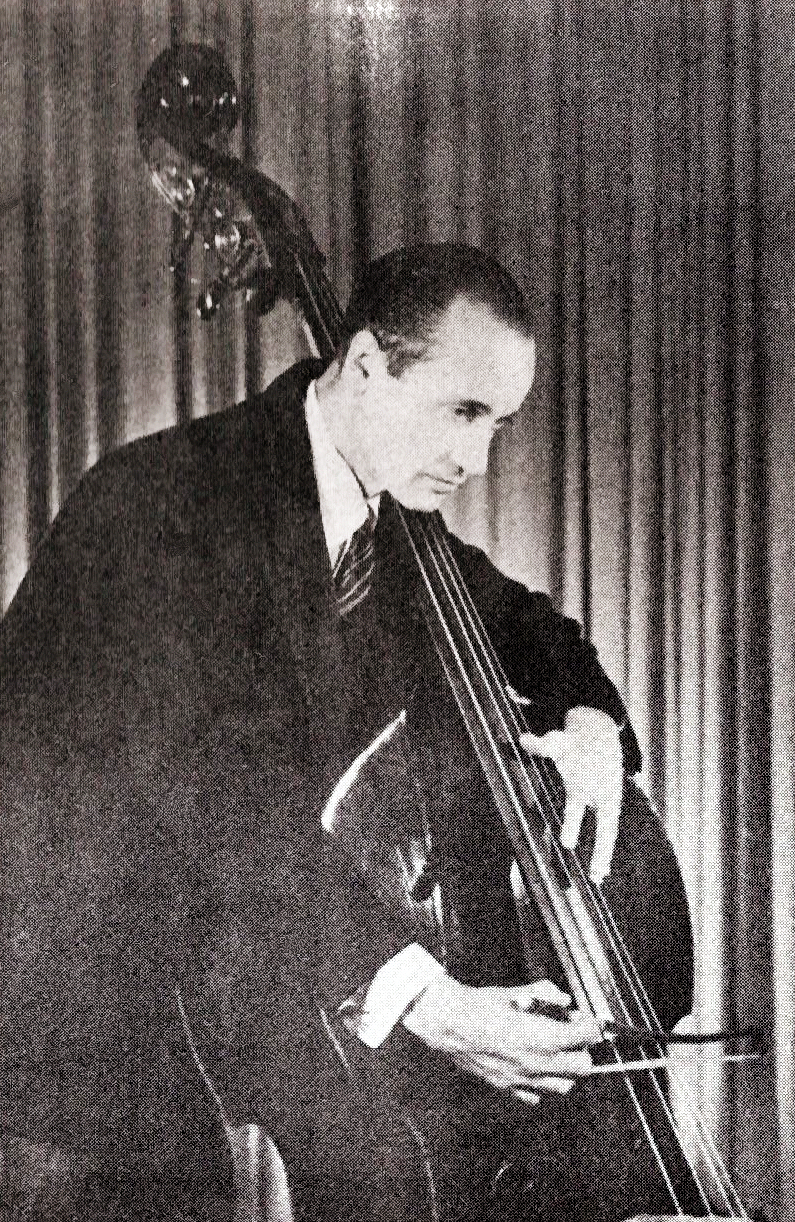
Murray Shapinsky (Estados Unidos). Contrabajo principal de la OSC en 1963.

La OSC conservó su nombre y sede únicamente durante un año hasta el mes de diciembre de 1963. Sin embargo, fue un periodo artísticamente relevante en el que la OSC presentó programas interesantes y contó con la participación de importantes solistas como María Teresa Rodríguez, Michel Block, Adolfo Odnoposoff y Fernando Sáenz Colomo, entre varios más, y presentó tanto en México como en Estados Unidos El Mesías (HWV. 56) de Georg Friedrich Händel, en conciertos ofrecidos in memoriam al presidente John Fitzgerald Kennedy tras su asesinato, con el Coro Sinfónico Internacional dirigido por Roy Hallman. Se tiene el registro documentado de que la OSC se presentó por lo menos en 31 ocasiones durante el año 1963, dos de ellas en Estados Unidos en la ciudad de El Paso, Texas, y el resto en México en las ciudades de Chihuahua, Juárez, Camargo y Cuauhtémoc, así como en Ciudad Victoria en el estado de Tamaulipas. 

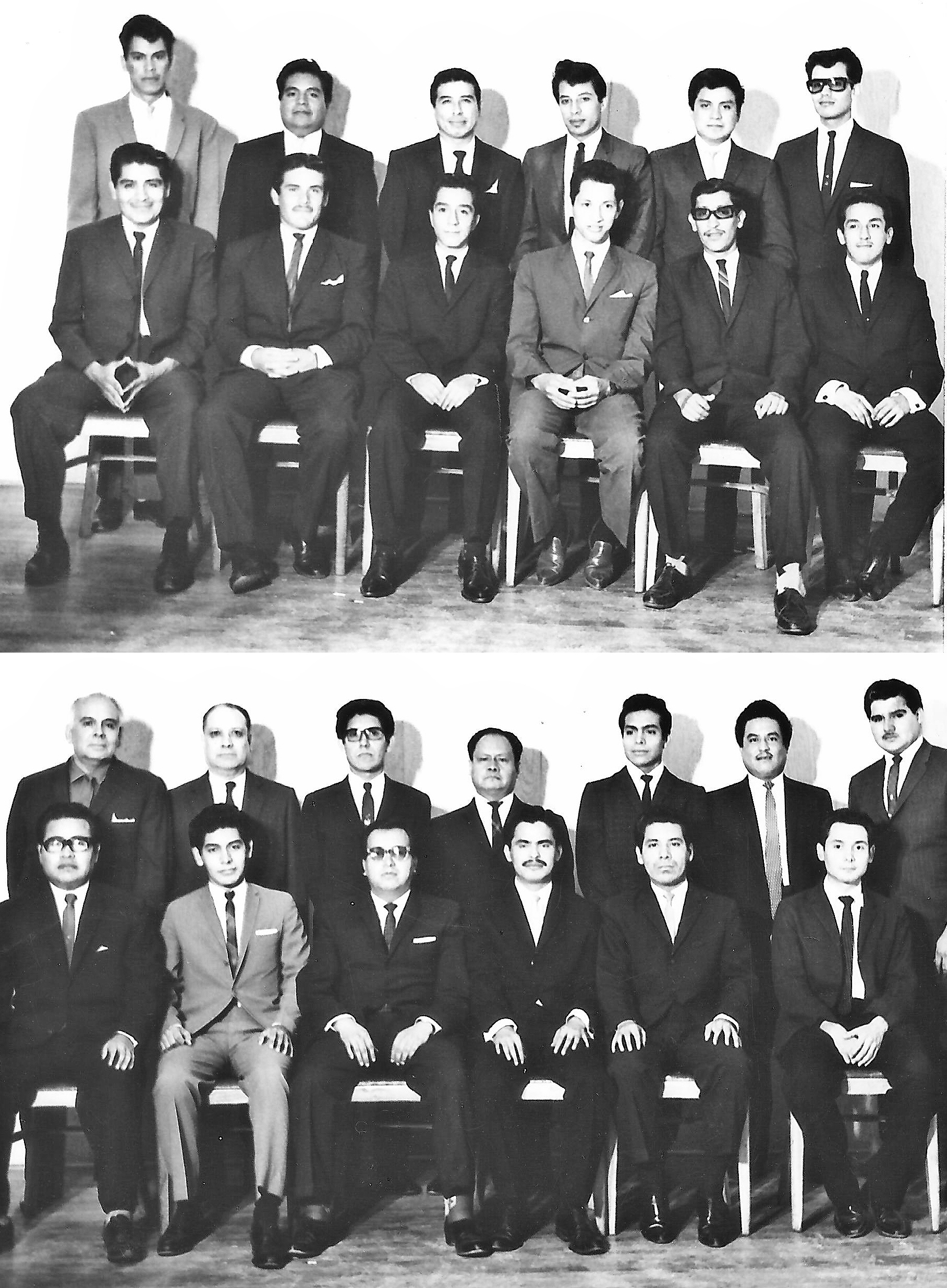
Veinticinco de los 52 músicos que formaron parte de la OSC en 1963. Superior, fila posterior de izquierda a derecha: 1. Ismael Vázquez (viola), 2. Abelardo Torres C. (trompeta), 3. Roberto Rivera M. (trombón), 4. Carlos H. Ortiz C. (trombón), 5. Arturo Reyes S. (trompeta), 6. Jaime Hernández Oliva (percusiones). Superior, fila anterior de izquierda a derecha: 1. Atonatzin Olivares (corno), 2. Nicolás Gochy A. (corno), 3. Manuel Hernández (corno), 4. Javier Sánchez Cárdenas (timbales), 5. Manuel Guiza M. (trombón), 6. Leonardo Ballesteros (percusiones). Inferior, fila posterior de izquierda a derecha: 1. Ángel Rocha Patiño (viola), 2. (No disponible), 3. David Ramírez (chelo), 4. Justino Xique (contrabajo), 5. Rodolfo Tovar (contrabajo), 6. Enrique Hernández (fagot), 7. Raymundo Gómez (contrabajo). Inferior, fila anterior de izquierda a derecha: 1. Manuel Ortiz Pacheco (clarinete), 2. Juan Ramírez (violín), 3. Salomón Xique (chelo), 4. Alberto Xique (chelo), 5. Saúl Ramírez (viola), 6. Mtro. Moncada (fagot).

### Solistas de la OSC
| Nombre                            | Participación | Fecha                              |
| --------------------------------- | ------------- | ---------------------------------- |
| Christiane Nazzi                  | Flauta        | Febrero, marzo y diciembre de 1963 |
| Michel Block                      | Piano         | Abril de 1963                      |
| Fernando Saenz Colomo             | Piano         | Mayo de 1963                       |
| Stuart Fastofski                  | Piano         | Mayo de 1963                       |
| Roland Dufrane                    | Oboe          | Mayo y noviembre de 1963           |
| Manuel Ortiz Pacheco              | Clarinete     | Mayo de 1963                       |
| Charlotte A. Benson               | Fagot         | Mayo de 1963                       |
| Carlberg Jones                    | Corno         | Mayo de 1963                       |
| Javier Sánchez Cárdenas           | Timbales      | Mayo de 1963                       |
| Murray Shapinsky                  | Contrabajo    | Mayo, octubre y noviembre de 1963  |
| María Teresa Rodríguez            | Piano         | Junio y noviembre de 1963          |
| Adolfo Odnoposoff                 | Chelo         | Junio de 1963                      |
| José Kahan Pintel                 | Piano         | Noviembre de 1963                  |
| Luz Vernova                       | Violín        | Noviembre de 1963                  |
| Adela Rodríguez Semón             | Soprano       | Diciembre de 1963                  |
| Carole Pattee                     | Contralto     | Diciembre de 1963                  |
| Vicente Octaviano Gómez de Ibarra | Tenor         | Diciembre de 1963                  |
| David Cole                        | Tenor         | Diciembre de 1963                  |
| Leonard Monton                    | Bajo          | Diciembre de 1963                  |

## Composiciones originales
| Obra                                                                             | Tipo             | Año (Lugar) de estreno |
| -------------------------------------------------------------------------------- | ---------------- | ---------------------- |
| 15 de septiembre (Homenaje a Hidalgo) [Argumento: Carballido/Ximénez Caballero]. | Ballet           | 1953 (Tehuacán)        |
| Sinfonía en un movimiento.                                                       | Poema sinfónico  | 1954 (Xalapa)          |
| Cinco canciones para tocar en las barcas.                                        | Música de cámara | 1960 (Xalapa)          |
| Cinco cantos a Cárdenas.                                                         | Música de cámara | 1972 (Hermosillo)      |
| A Salvador Allende, in memoriam.                                                 | Música de cámara | 1978 (Guadalajara)     |